# Christian Terlizzi
Christian Terlizzi (ur. 22 listopada 1979 w Rzymie) – włoski piłkarz występujący na pozycji środkowego obrońcy.

## Kariera klubowa
Christian Terlizzi zawodową karierę rozpoczął w 1996 w AS Lodigiani. W późniejszym czasie reprezentował barwy kolejno takich zespołów jak Tivoli Calcio, Castelli Romani, Selargius Calcio, US Termoli, Teramo Calcio i AC Cesena. Latem 2003 trafił do US Palermo, z którym w sezonie 2003/2004 awansował do pierwszej ligi. W Serie A Terlizzi zadebiutował 22 września 2004 w zremisowanym 0:0 spotkaniu z Fiorentiną. W rozgrywkach 2004/2005 Palermo zajęło w końcowej tabeli 6. miejsce kwalifikując się do Pucharu UEFA. W kolejnym sezonie włoski obrońca zajął ze swoją drużyną 5. lokatę w Serie A, a sam strzelił w ligowych rozgrywkach 5 goli. Zdobywał bramki w pojedynkach z Parmą (1:1), Interem (3:2), Sieną (2:1), Regginą (1:0) i Juventusem (1:2).
Latem 2006 włoski piłkarz wspólnie z Pietro Accardim i Massimo Bonannim podpisał kontrakt z Sampdorią. Wszyscy ci zawodnicy dołączyli do Sampdorii na zasadzie współwłasności w ramach rozliczenia za Aimo Dianę i Marco Pisano. W sezonie 2006/2007 Terlizzi rozegrał w Serie A jednak tylko 4 mecze, bowiem parę podstawowych środkowych obrońców stworzyli Pietro Accardi i Giulio Falcone.
W lipcu 2007 Terlizzi przeniósł się do Catanii Calcio, gdzie od razu stał się podstawowym defensorem. W sezonie 2008/2009 stracił miejsce w wyjściowym składzie, bowiem na środku obrony grali najczęściej Matías Silvestre i Lorenzo Stovini. 8 lutego 2009 podczas meczu z Juventusem Terlizzi wszedł na boisku w 80. minucie przy stanie 1:1 i w doliczonym czasie gry popełnił błąd, po którym Christian Poulsen strzelił gola na 2:1 dla turyńskiej drużyny. Po tym wydarzeniu Włoch powrócił do składu Catanii ponad 3 miesiące później. Od początku sezonu 2009/2010 podstawowymi środkowymi obrońcami Catanii byli Argentyńczycy Matías Silvestre i Nicolás Spolli. Zawodnikiem Catanii był do roku 2011.
Następnie występował w Varese, Pescarze, Sienie, Trapani oraz Paceco.

## Kariera reprezentacyjna
W reprezentacji Włoch Terlizzi zadebiutował 16 sierpnia 2006 w przegranym 0:2 towarzyskim meczu z Chorwacją. W spotkaniu tym zadebiutowali również ówcześni koledzy klubowi Terlizziego – Giulio Falcone, Gennaro Delvecchio i Angelo Palombo.